# Patricia Bevilacqua
Patricia Bevilacqua (24 de marzo de 1965) es una deportista brasileña que compitió en judo. Ganó una medalla de plata en los Juegos Panamericanos de 1991, y una medalla de bronce en el Campeonato Panamericano de Judo de 1990.
Participó en los Juegos Olímpicos de Barcelona 1992, donde finalizó novena en la categoría de –52 kg.

## Palmarés internacional
| Juegos Panamericanos    | Juegos Panamericanos | Juegos Panamericanos | Juegos Panamericanos |
| Año                     | Lugar                | Medalla              | Categoría            |
| ----------------------- | -------------------- | -------------------- | -------------------- |
| 1991                    | La Habana (Cuba)     | Medalla de plata     | –52 kg               |
| Campeonato Panamericano |                      |                      |                      |
| Año                     | Lugar                | Medalla              | Categoría            |
| 1990                    | Caracas (Venezuela)  | Medalla de bronce    | –52 kg               |